# Cykl wodoru
Cykl wodoru – naturalny obieg wodoru, jeden z obiegów materii w przyrodzie. Cykl wodorowy składa się z wymiany wodoru pomiędzy biotycznymi (żywymi) i abiotycznymi (nieożywionymi) elementami ekosystemu zawierającymi związki wodoru.
Wodór (H) jest najobfitszym pierwiastkiem we wszechświecie. Na Ziemi, powszechnie występujące związki nieorganiczne zawierające wodór obejmują m.in. wodę (H2O), wodór gazowy (H2), metan (CH4), siarkowodór (H2S) i amoniak (NH3). Wiele związków organicznych zawiera również atomy wodoru (H), do takich związków należą np. węglowodory. Biorąc pod uwagę wszechobecność atomów wodoru w nieorganicznych i organicznych związkach chemicznych, cykl wodorowy koncentruje się na wodorze molekularnym H2.
Wodór gazowy może być produkowany lub uwalniany w sposób naturalny w wyniku oddziaływań wody ze skałami lub jako produkt uboczny metabolizmu mikrobiologicznego. Wolny H2 może być następnie zużywany przez inne mikroorganizmy, utleniany w atmosferze lub tracony w przestrzeni kosmicznej. Wodór jest również uważany za ważny reaktor w chemii prebiotycznej i wczesnej ewolucji życia na Ziemi oraz potencjalnie w innych miejscach naszego układu słonecznego.